# Pilch Andor
Pilch Andor, Pilch András László (Pécs, 1877. november 25. – Pécs, 1936. július 22.) magyar építész.

## Életpályája
Pilch Antal (1844–1925) ítélőtáblai bíró és Wlassák Karolina (Sarolta) fiaként született. A budapesti József Műegyetemen 1901-ben szerzett építészi oklevelet, és ezt követően szülővárosában telepedett le, ahol tervezői és vállalkozói irodát is nyitott. Elsősorban lakóházakat, iskolákat, ipari épületeket tervezett. Jó kapcsolatot alakított ki a Zsolnay-családdal, akik szintén a megrendelői közé tartoztak.
Stílusát a szecessziós elemek egyéni, szabad felhasználása jellemzi.

## Ismert épületei
- 1902: Wurster-ház, Pécs, Indóház u. 23.[8]
- 1902–1903: Deutsch-ház, Pécs, Bem u. 20.[8]
- 1902, Nádor-szálló és kávéház, Pécs[8]
- 1903: iskola tanítói lakással, Szabadszentkirály[8]
- 1903: Zsinagóga, Szigetvár[8]
- 1903: Izsa-ház, Pécs Apáca u. 11.[8]
- 1904: Engel-ház átalakítása, Pécs. Siklósi országút 42.[8]
- 1904: Tiszti Kaszinó átalakítása, Pécs, Várady A. u 7.[8]
- 1905: Jótékony Nőegylet székháza, Pécs Mária u. 20.[8]
- 1905: lakóházak a Pécs, Ráth u.-tól délre tervezett tisztviselő telephez (Oscsodál Ödönnel közösen)[8]
- 1906: lakóház, Pécs Jókai u. 9. (Tichy Ödönnel)[8]
- 1906: Pécsi Napló és Pécsi Irodalmi és Könyvnyomdai Rt. épülete, Pécs, Munkácsy u.[7]
- 1907: Községháza, Németbóly[8]
- 1907: Országos Kiállítási épületei (bejárat,[8] Brázay-csarnok, zenepavilon,[8] iparcsarnok, Zsolnay-pavilon, borászati pavilon, földművelésügyi és mezőgazdasági pavilon, és talán egyéb pavilonok), Pécs[7] – az épületeket a kiállítás után elbontották
- 1907–1909: Cseh-ház, Pécs, Janus Pannonius u. 5.[8]
- 1908: Francia emlékmű, Pécs, Szőlő u. (a szobrászati részt Apáti Abt Sándor készítette el)[7]
- 1908: Mattyasovszky-ház / Zsolnay-ház, Pécs, Rákóczi út 28.[7][8]
- 1908: Nemzeti Kaszinó nyári helysége, Pécs, Mária u. 10.[8]
- 1908: Kálvária kápolna tornya, Mohács[8]
- 1908–1910: Korona Szálló, Mohács[8]
- 1909: Inselt-ház, Pécs, Bercsényi u. 1.[8]
- 1910: Csendőrlaktanya, Pécs, Bercsényi u. 3.[8]
- 1910–1911: Központi Szálloda, Siklós[8]
- 1911: German-ház, Pécs, Apáca u. 9.[8]
- 1911: izraelita hitközség bérháza, Pécs, Munkácsy Mihály u. 4.[7]
- 1911–1912: Spitzer-ház, Pécs, Irányi Dániel tér[7]
- 1912: Hamerli-testvérek szállója és vigadója, Pécs, Kossuth Lajos u. 5.[7]
- 1913: Somogy megyei Takarékpénztár, Gazdasági és Iparbank székháza, Kaposvár, Május 1. u. 12.[7]
- 1915: Julineum internátus, Pécs, József Attila u. 11.[7] (később gyermekklinika)[6]
- 1920: Park mozi, Pécs, Felsőmalom u. 23.[7]
- mohácsszigeti római katolikus templom[6]
- pécsi egyetemi sebészeti klinika (azelőtt városi felsőkereskedelmi iskola)[6]
- pécsi Jézus szíve templom[9]
- pécsi gyárvárosi templom[6]
- pécsi Pius-gimnázium[6]
- pécsi reáliskola[6]
- mohácsi kórház[6]
- egyéb épületek[6]

### Tervben maradt épületek
- 1902: temető-rendezés, Pécs[8]
- 1903: Városháza, Pécs[8]

### Egyéb
- 1909–1910: Zsolnay-kút, Pécs, Széchenyi tér[7]

## Képtár

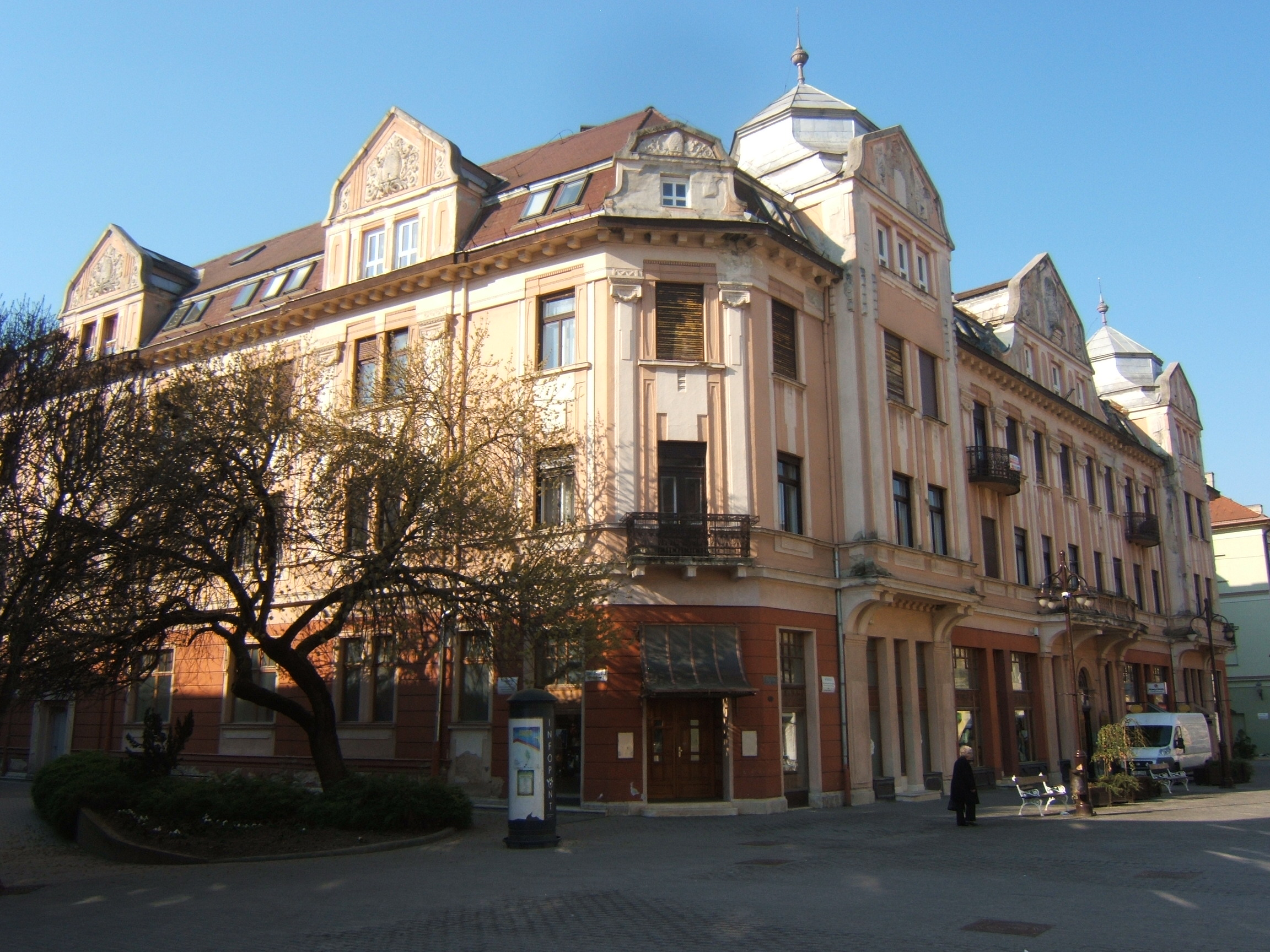
Anker-ház, Kaposvár
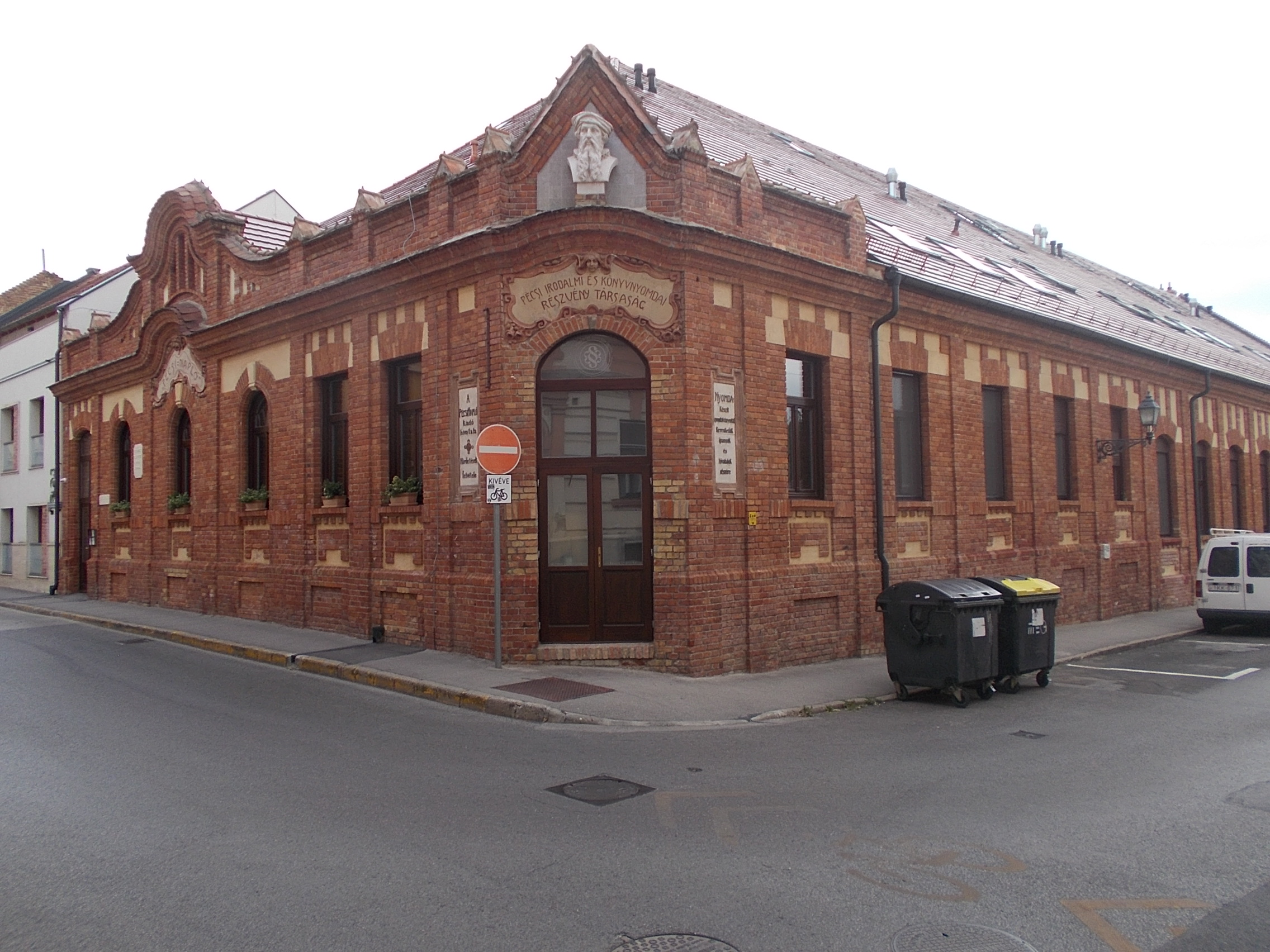
Pesti Napló székház, Pécs
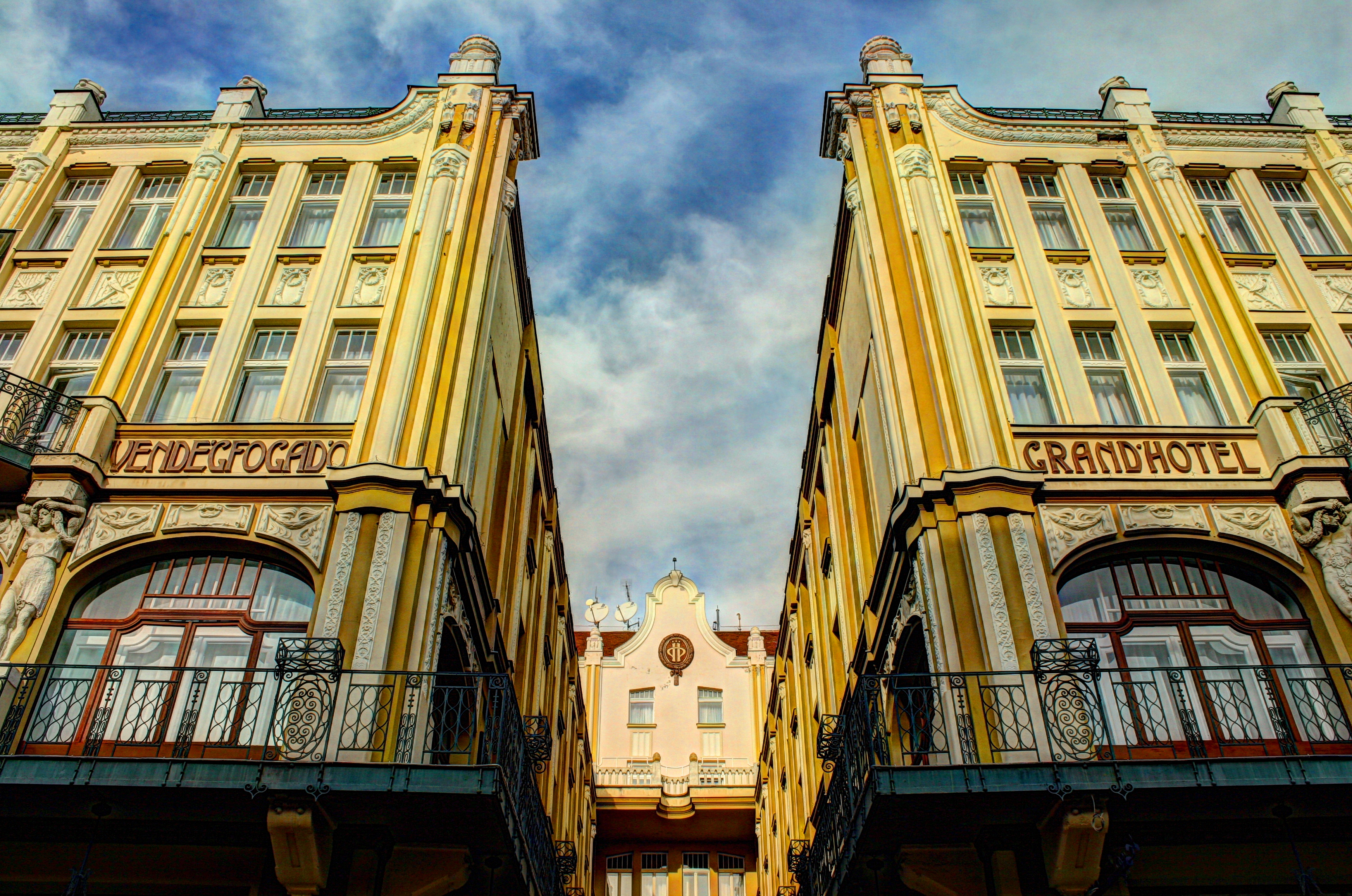
Palatinus Hotel, Pécs
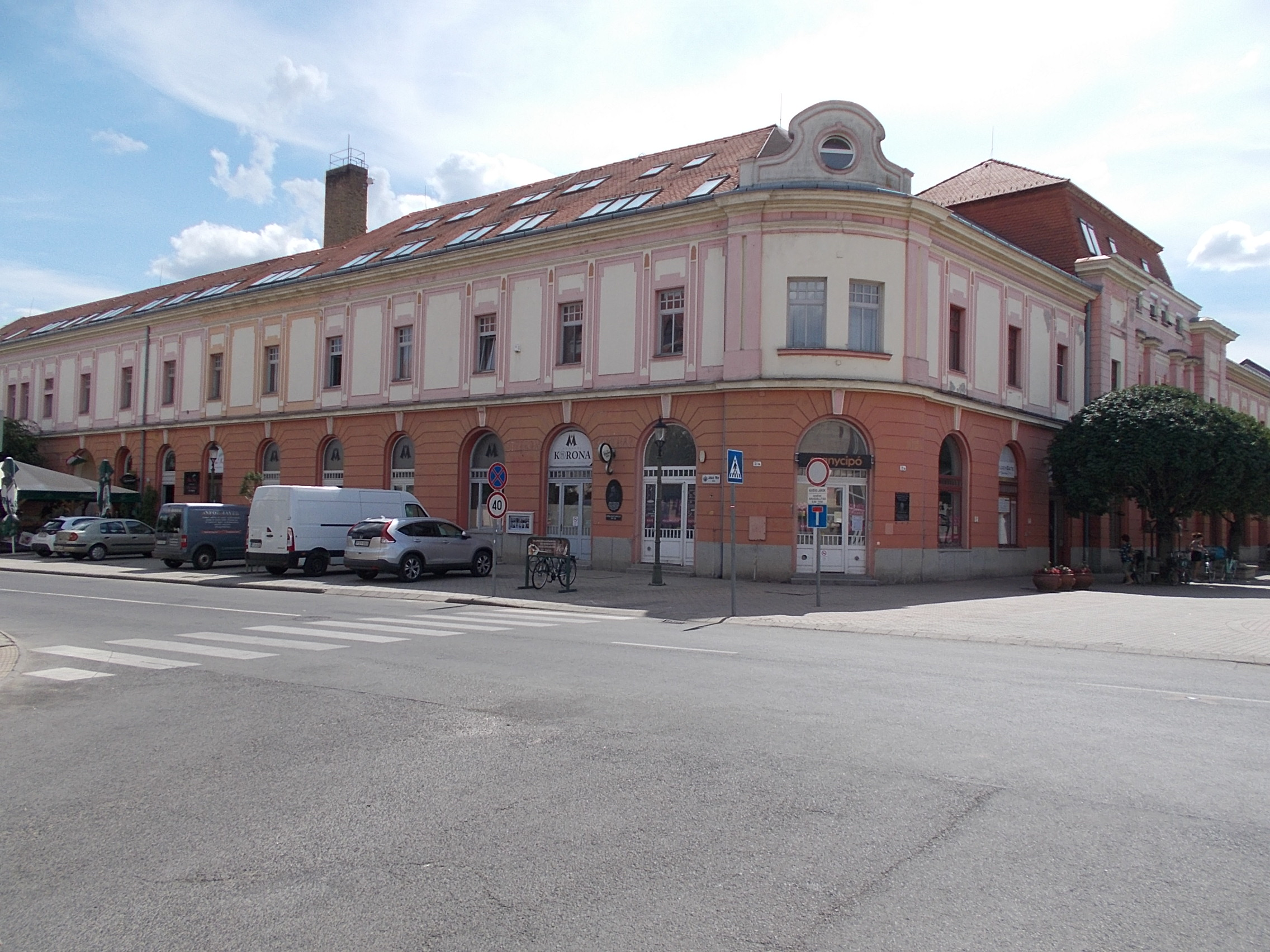
Korona Szálló, Mohács
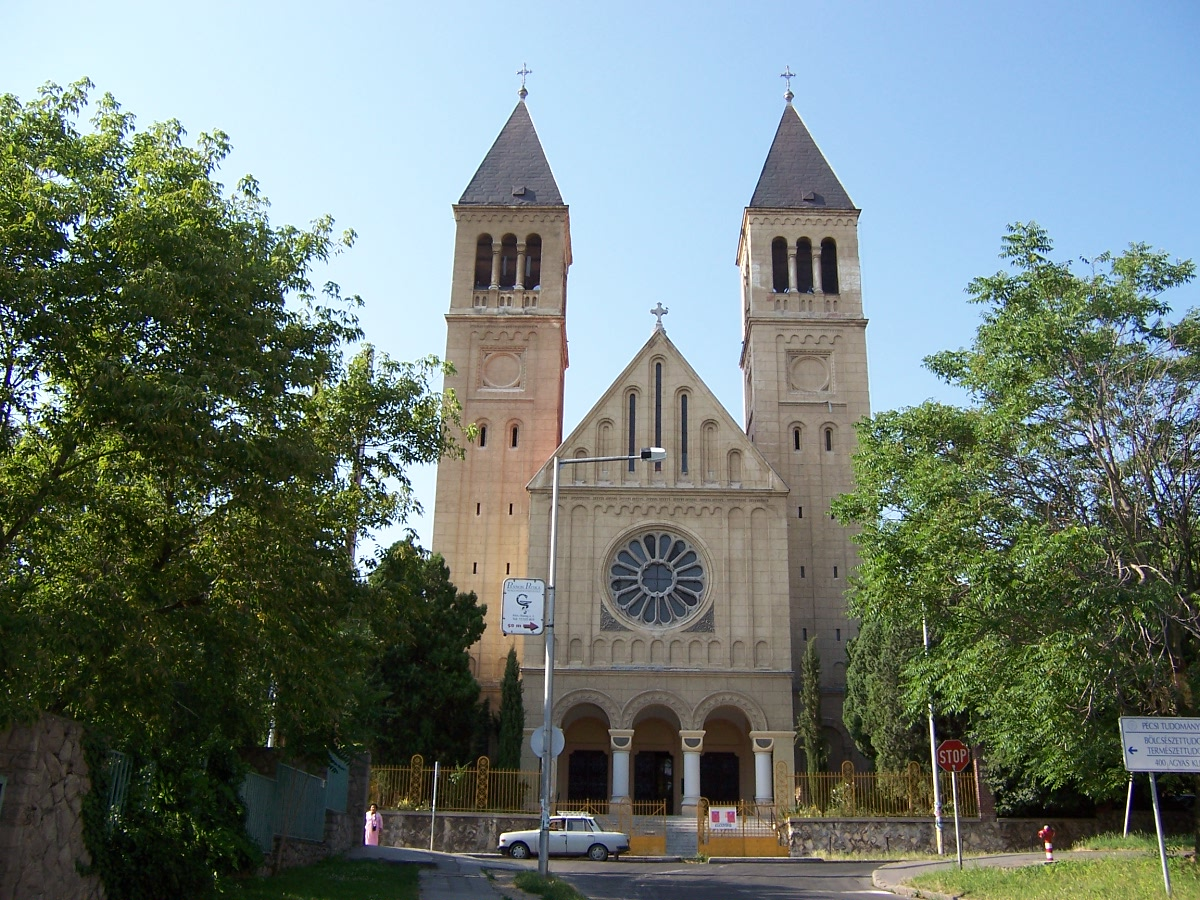
Jézus Szíve templom, Pécs
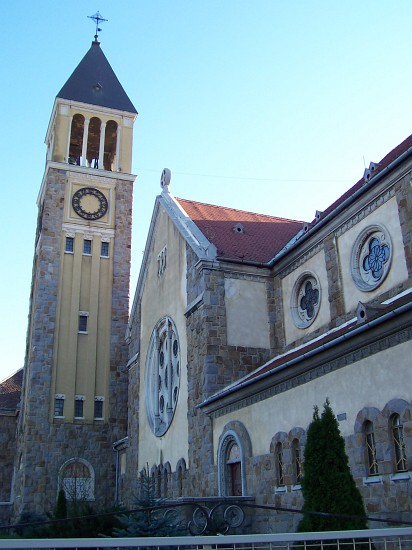
Gyárvárosi templom, Pécs
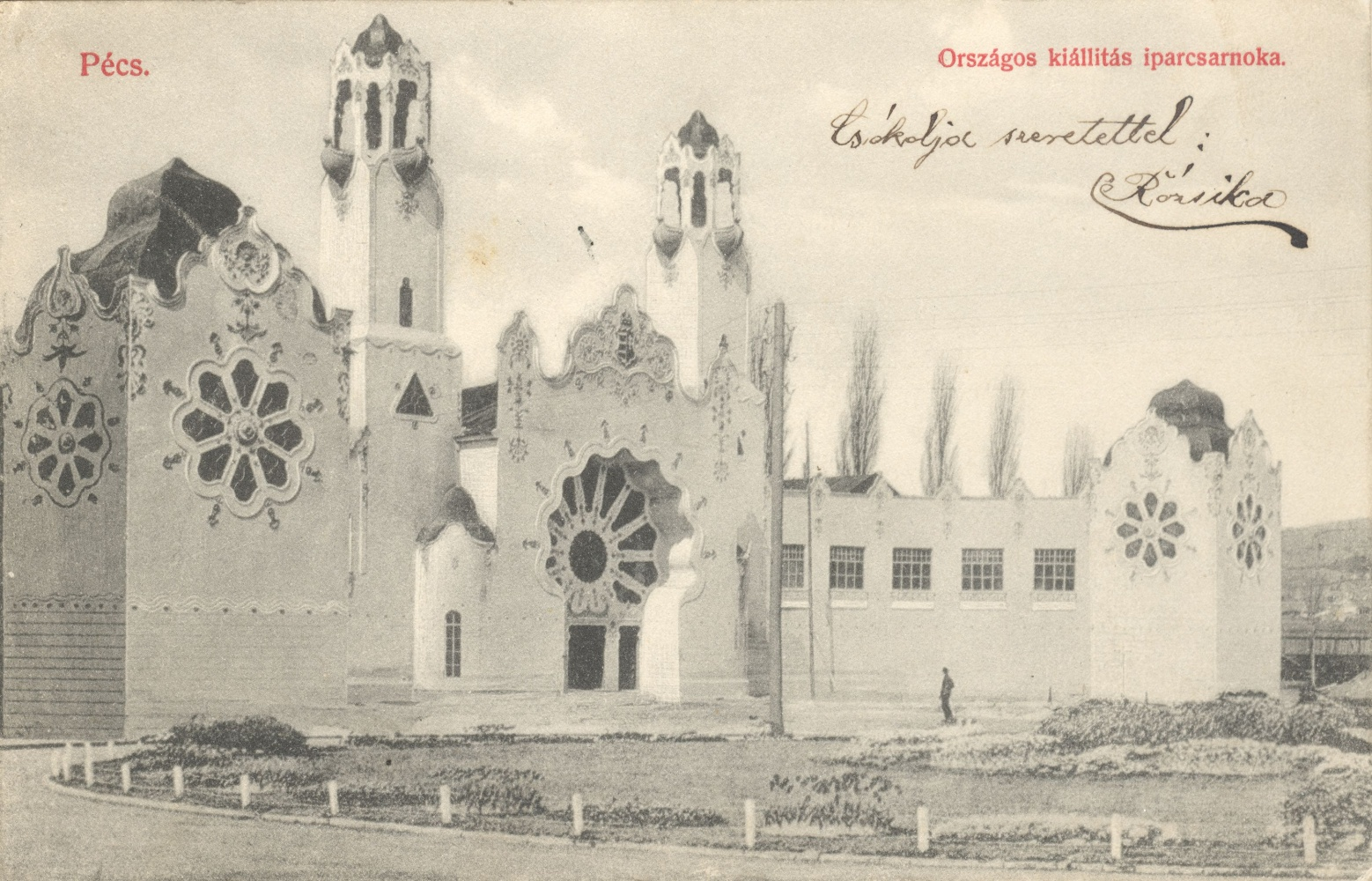
Iparcsarnok, Pécsi Országos Kiállítás
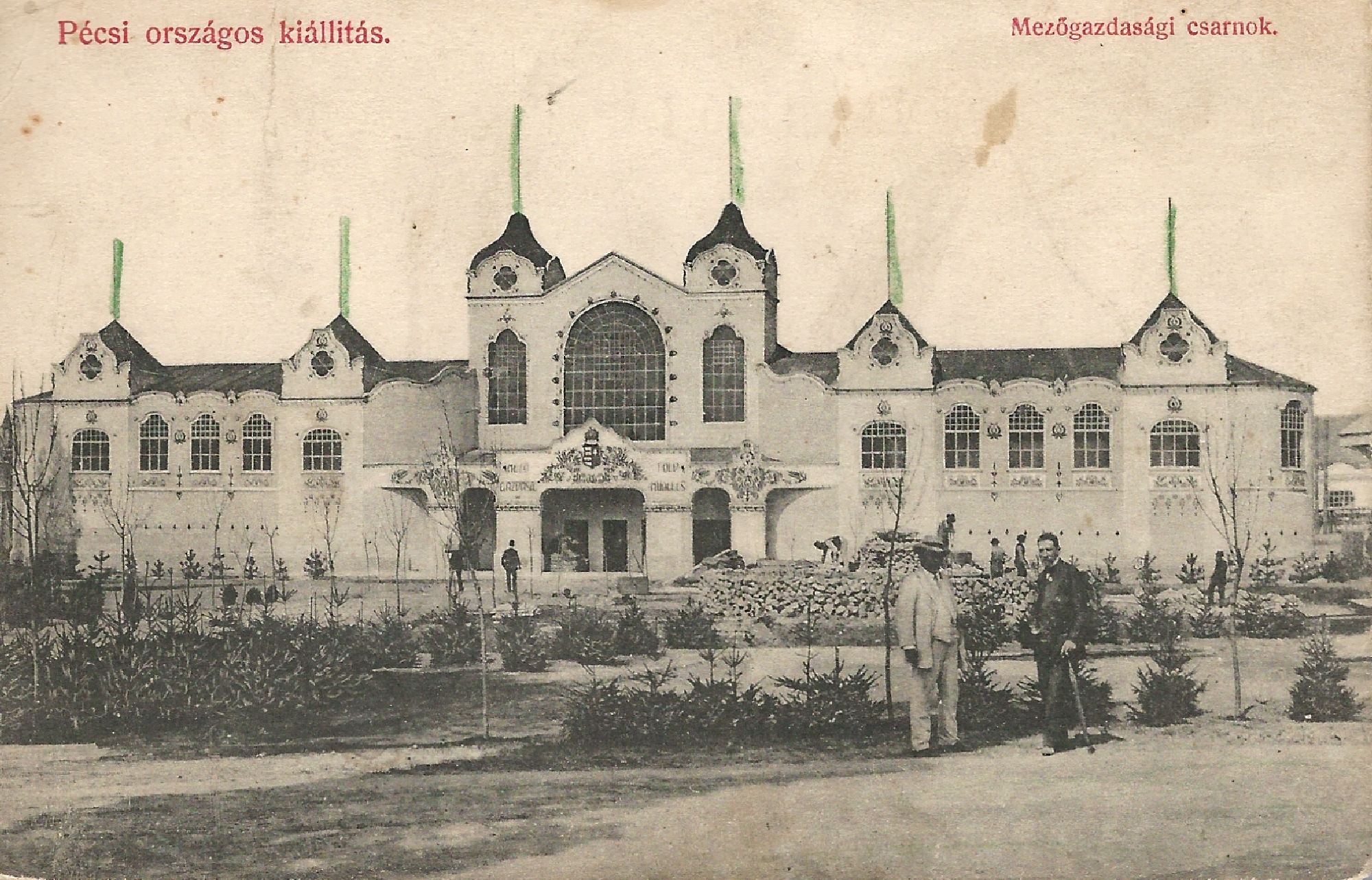
Mezőgazdasági csarnok, Pécsi Országos Kiállítás
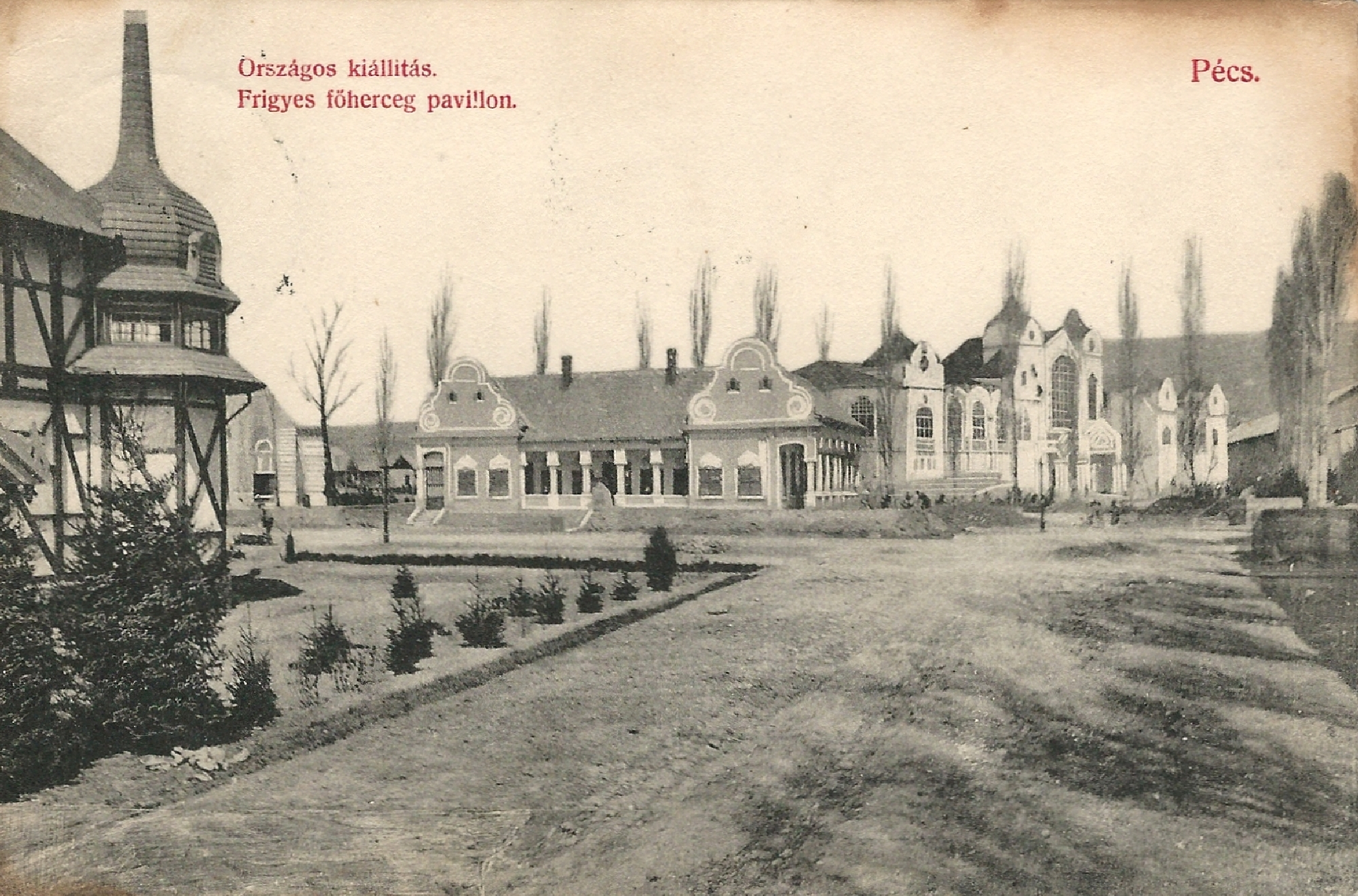
Frigyes főherceg pavilon, Pécsi Országos Kiállítás
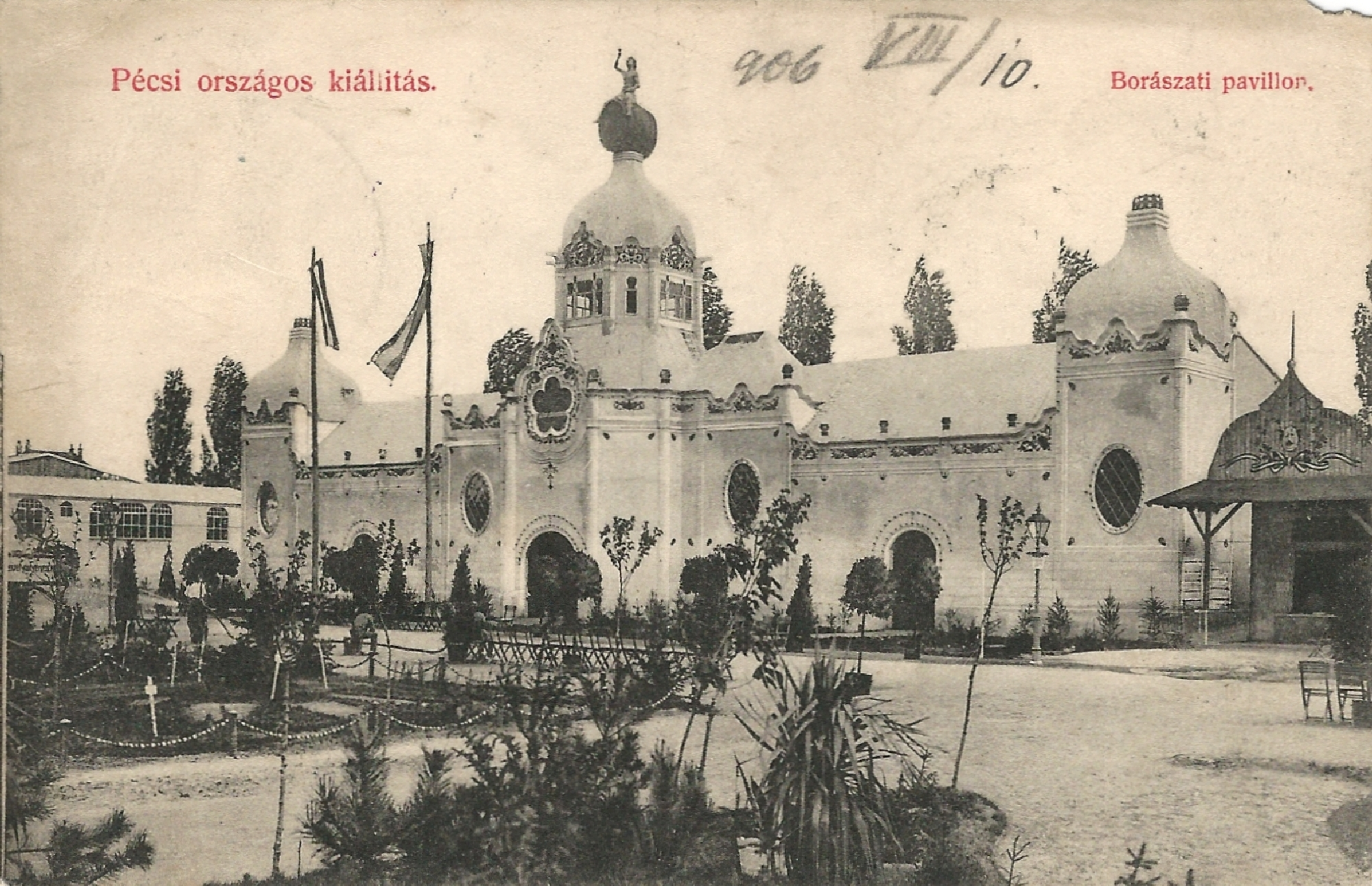
Borászati csarnok, Pécsi Országos Kiállítás
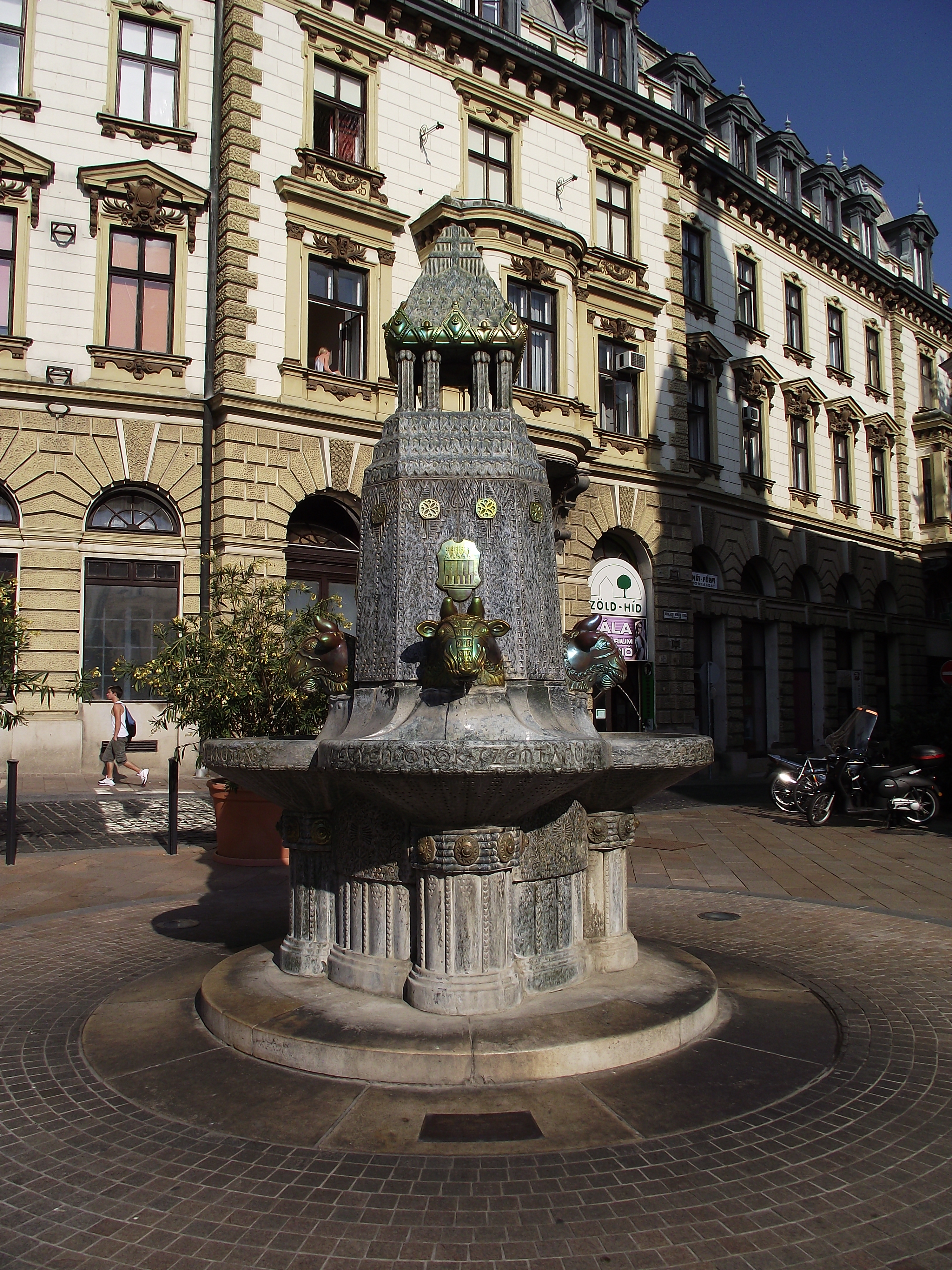
Zsolnay-kút, Pécs
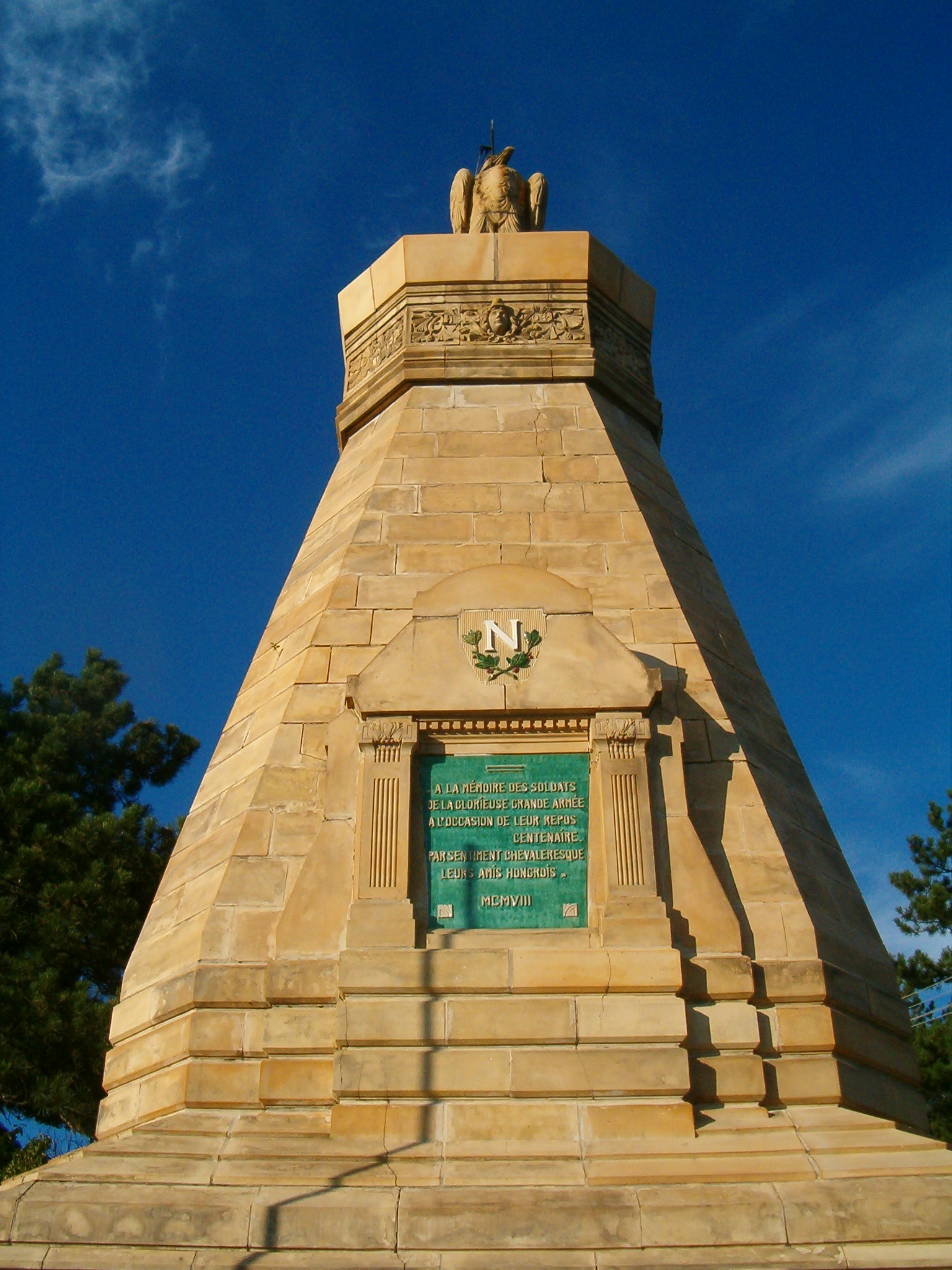
Francia emlékmű, Pécs